# 1195 Оранджія
1195 Оранджія (1195 Orangia) — астероїд головного поясу, відкритий 24 травня 1931 року.
Тіссеранів параметр щодо Юпітера — 3,586.